# فیلیپو نری (بازیکن فوتبال)
فیلیپو نری (انگلیسی: Filippo Neri؛ زادهٔ ۴ دسامبر ۲۰۰۲) بازیکن فوتبال است.